# Бархатница северная
Бархатница северная (лат. Oeneis bore) — бабочка из рода Oeneis в составе семейства бархатницы.

## Описание
Длина переднего крыла 20—27 мм. Характеризуется существенной индивидуальной изменчивостью. По окраске выделяются две формы: ammonoides, отличающаяся однотонной тёмно-коричневой окраской, и форма ochracea, характеризующаяся серо-жёлтыми или охристо-коричневыми крыльями. Формы отличаются также по своему поведению: особи первой активно летают по тундрам, питаясь на цветущих растениях и патрулируя вершины холмов, а бабочки формы ochracea ведут себя как «скальные» виды, сидят на камнях, взлетают только вспугнутые или сорванные ветром, почти не питаются на цветущих растениях. Репродуктивной изоляции между этими формами не выявлено.

## Этимология латинского названия
Бор (скандинавская мифология) — один из верховных богов, сын Бури, отец Одина.

## Ареал и места обитания
Тундровая и лесотундровая зоны Фенноскандии, европейской части России, Сибири до Чукотского полуострова, Аляска.
Редко и локально распространена в северной Фенноскандии (севернее 67 градуса северной широты) вплоть до побережья Баренцева моря. На восток ареал простирается по лесотундре и южной части тундровой зоны Кольского полуострова. Встречается в окрестностях Архангельска, на полуострове Канин, Тиманском кряже, в Большеземельской тундре, на Полярном и Приполярном Урале. Единичные находки виды известны также с Южного острова архипелага Новая Земля.
Бабочки населяют различные типы тундр, олиготрофные болота, хвойные редколесья. На Урале также встречается в горно-лесном, подгольцовом и горно-тундровом поясах. В Хибинах бабочки обитают на плоских платообразных вершинах гор.

## Биология
Вероятно, вид имеет двухгодичную генерацию. Время лёта с конца июня до начала августа. Бабочки летают над ерниковыми зарослями тундры, питаются на цветках горца большого (Polygonum bistorta), Ledum palustre, Dryas, иногда сидят крыльями на каменистых и щебнистых участках, порой резко взлетая. На Полярном Урале яйца откладываются самкой по одному на стебли кормовых растений гусеницы, иногда — на поверхность почвы. Стадия яйца длится 10—14 дней. Гусеница зимует дважды: первый раз — во 2—3 возрасте, во второй — уже зрелая. Кормовые растения гусениц: осока, Carex misandra, овсяница овечья, овсяница. Куколка располагается на земле, в небольшом углублении, у корней растений. Развитие куколки длится 14—17 дней.